# Étcsokoládé
Az étcsokoládé a csokoládénak egy olyan formája, amely több kakaóból, kakaóvajból és cukorból készül, tejet nem tartalmaz, ellentétben az egyéb verziókkal. Kormányzati és ipari szabványoktól függ, hogy mely csokoládék minősülnek étcsokoládénak, így ez országonként, piaconként eltérő lehet. Az étcsokoládé antioxidánsokat tartalmaz, és a hagyományos csokoládékhoz képest viszonylag alacsony a cukortartalma. Éppen ezért a csokoládé egy egészségesebb fajtájaként ismert. A csokoládénak tulajdonított temérdek jótékony hatás csak a jó minőségű étcsokoládéra jellemző.
A jó minőségű étcsokoládék magas kakaótartalommal rendelkeznek és jó minőségű kakaóból készülnek.
Az egyes márkák termékeiben drasztikusan eltérhet a kakaó, kakaóvaj és a cukor aránya, de ami az étcsokoládét különlegessé teszi, az egyértelműen a tej hiánya. Az étcsokoládék gyakran tartalmaznak vaníliát és emulgeálószert is, hogy a csokoládét minél simábbá tegyék. Európai előírások szerint az étcsokoládénak minimum 35 százalék kakaóvajat kell tartalmazniuk, de a prémium fajtákban ennél több is van.

## Története
A csokoládé a kakaófa magjaiból készül, mintegy 2000 évvel ezelőtt fedezték fel. Az első csokoládéfogyasztók a maják voltak, akik a termékenység és az élet jelképének tartották a kakaót. Az európaiak számára az 1500-as évek elején válhatott ismertté, méghozzá Cortez spanyol felfedező révén, akit Montezuma, az utolsó független azték uralkodó kínált meg egy kakaómagvakból készült itallal, amit ők xocolatl-nak neveztek.
Ez persze még nyomokban sem hasonlított a ma ismert csokoládéra, de Cortez a visszaúton hozott magával magvakat. Az ital nagyon keserű volt, ezért a receptet kicsit átalakították: cukornáddal, vaníliával és fahéjaromával gazdagították. Így már finomabb ízt kaptak, ez a csokoládé azonban még mindig inkább ital volt, de hamar kedvenccé vált. Ahogy látható, ezen a ponton étcsokoládéról beszélünk, hiszen tejet nem adtak hozzá. Az első tejcsokoládét csak 1875-ben állították elő Svájcban.

## Az étcsokoládé jótékony hatásai
Bár a csokoládéról az emberek többségének elsőként az jut eszébe, hogy sajnos eléggé hizlal, sokan tudják azt is, hogy mértékletesen fogyasztva számos pozitív hatása van. Utóbbi leginkább az étcsokoládéra igaz: szinte minden pozitív hatás, amit a csokinak tulajdonítanak, az étcsokoládéra vonatkozik. 
Kutatások szerint az étcsokoládé antioxidáns-tartalmának köszönhetően jelentősen csökkentheti a vérnyomást, és pozitív hatással van az agy és a szív véráramlására. Segíthet a vérrögök kialakulásának megelőzésében, továbbá gyulladáscsökkentő hatása is van. Bizonyos vizsgálatok arra az eredményre jutottak, hogy napi pár kocka étcsokoládé fogyasztása akár 10 százalékkal is csökkentheti a szívroham veszélyét.
A kakaó emellett javíthatja az inzulinérzékenységet, így a mértékkel fogyasztott étcsokoládé elodázhatja, illetve megelőzheti a cukorbetegség kialakulását. A kakaófogyasztás csökkenti a „rossz” koleszterin (LDL) szintjét, valamint növeli a „jó” koleszterin (HDL) előfordulását a szervezetben. Ennek köszönhetően csökken a szív- és érrendszeri betegségek kialakulásának esélye.

## A mentális egészséget is javítja
A fizikai jótékony hatásokon túl a jó minőségű étcsokoládé pozitívan befolyásolja a mentális egészséget is. Szinte azonnali hatásként érezhető, hogy javítja a közérzetet, ami nagyrészt annak köszönhető, hogy egy anandamid nevű vegyületet tartalmaz, ami azonnali örömérzetet okoz. Emiatt ugyanakkor függőséget is okozhat, ezért nagyon fontos, hogy mértékletesen fogyasszuk.
Egy maláj kutatás során kiderült, hogy az étcsokoládé a depressziót, szorongást is képes csökkenteni. A kutatásba 133 rákbeteget vontak be, akiknél gyakoriak ezek a mentális, lelki problémák. Már néhány nap után láthatóvá vált, hogy azok a betegek, akik napi szinten kapnak étcsokoládét, jóval kevésbé szoronganak, és javul a kedélyállapotuk.
Fontos ugyanakkor megjegyezni, hogy az étcsokoládé pozitív hatásai valóban csak akkor jelentkeznek, ha mértékletesen fogyasztjuk. A túlzott csokoládéfogyasztás elhízással járhat, ami számos egyéb problémát hozhat magával. Az ajánlott mennyiség napi 2-3 kocka csokoládé – ez elég ahhoz, hogy élvezzük a jótékony hatásait, de ne befolyásolja számottevően a súlyunkat.